# Evgeniy Belov
Pour les articles homonymes, voir Belov.
Evgeniy Nikolayevitch Belov (en russe : Евгений Николаевич Белов), né le 7 août 1990 à Oktiabrski, est un fondeur russe. Spécialiste des courses de distance, il a pris part aux Jeux olympiques d'hiver de 2014. Aux Championnats du monde, il a obtenu une médaille de bronze en relais en 2013 à Val di Fiemme. En Coupe du monde, il remporte une course individuelle à Davos en fin d'année 2018 et trois relais. Il s'illustre aussi dans les courses à étapes, terminant à la 7e place aux Finales 2012 ou encore 10e place au Nordic Opening 2013, avant de finir deuxième du Tour de ski en 2015 (initialement troisième). 

## Carrière
Belov participe à ses premières compétitions officielles de la FIS en fin d'année 2007. L'hiver suivant, il fait ses débuts dans la Coupe d'Europe de l'Est, où sa première manche[pas clair] en décembre 2009 dans un dix kilomètres classique. Dans cette même épreuve, il gagne la médaille d'argent aux Championnats du monde junior à Hinterzarten, derrière Pål Golberg, récompense qu'il obtient aussi sur le relais.
Belov est promu dans l'élite dès le début de la saison 2010-2011, étant lancé dans la Coupe du monde à Gällivare, où il finit trentième du quinze kilomètres libre, ce qui lui apporte un point au classement général. Le lendemain, il prend part au relais et contribue à la deuxième place de son équipe et monte donc sur son premier podium. Ensuite, il court le Nordic Opening à Ruka et atteint le onzième rang final, grâce notamment au huitième temps sur la poursuite finale en style libre. Il poursuit son hiver avec d'autres succès, dont sa victoire sur le quinze kilomètres libre des Championnats du monde des moins de 23 ans à Otepää, où il est aussi médaillé d'argent sur la poursuite (30 km), puis une première victoire en relais en Coupe du monde à Rybinsk. Après une sélection aux Championnats du monde à Oslo, où il collectionne deux 37e places, il est de nouveau remarqué lors des Finales, où il signe une quatrième place sur une étape de courte distance.
En 2011-2012, Belov ajoute un deuxième titre de champion du monde espoir à Erzurum, sur le quinze kilomètres classique. Dans la Coupe du monde, il est notamment sixième à Rogla et septième des Finales à Falun.
En 2013, aux Championnats du monde de Val di Fiemme, Belov remporte sa première médaille internationale (en bronze), grâce à sa participation au relais russe finissant à la troisième place (avec Maxim Vylegzhanin, Alexander Legkov et Sergueï Oustiougov). 
En janvier 2014, il se classe deuxième du 15 km classique de Szklarska Poreba, juste derrière son compatriote Maxim Vylegzhanin, pour monter sur son premier podium individuel en Coupe du monde, avant de participer un mois plus tard aux Jeux olympiques à Sotchi, où il est au mieux 18e sur le skiathlon. Il obtient son deuxième podium de Coupe du monde à l'issue du Tour de ski 2014-2015, grâce notamment à une deuxième place au dix kilomètres classique puis une troisième place sur la poursuite en style libre à Toblach, qui l'aide à terminer finalement troisième derrière Martin Johnsrud Sundby (plus tard déclassé) et Petter Northug. Deux semaines plus tard, il se classe deuxième du quinze kilomètres libre de Rybinsk, en Russie, course gagnée par Dario Cologna. Cet hiver, aussi, il enregistre son meilleur bilan dans la Coupe du monde avec une sixième place au classement général et une troisième place au classement de la distance. Aux Championnats du monde 2015 à Falun, il obtient son meilleur résultat individuel dans un mondial avec une huitième place sur le skiathlon.
En 2016, il visite une seule fois le podium, lors du Ski Tour Canada, où il est deuxième du quinze kilomètres libre.
En novembre 2017, le CIO le bannit à vie de toute compétition olympique en raison de son implication dans le système de dopage russe, notamment dans le cadre des Jeux olympiques de Sotchi en 2014
Après deux saisons sans résultat convaincant, le Russe se retrouve de nouveau à la lutte avec les meilleurs et décroche la victoire au quinze kilomètres libre de Davos en décembre 2018 en battant le spécialiste de l'étape Maurice Manificat de neuf dixièmes de seconde après avoir rattrapé son retard sur la montée finale.
Vainqueur de deux relais en 2019, il doit attendre la saison 2020-2021 pour être de nouveau récompensé individuellement avec une troisième place sur la poursuite de Tobalch au Tour de ski.

## Palmarès

### Jeux olympiques
| Épreuve / Édition           | Sprint | Sprint                           | 15 km                            | 15 km     | Poursuite 2 × 15 km | 50 km | Relais | Relais    |
| Épreuve / Édition           | libre  | classique                        | libre                            | classique | Poursuite 2 × 15 km | 50 km | Sprint | 4 × 10 km |
| Jeux olympiques 2014 Sotchi | —      | Épreuve inexistante à cette date | Épreuve inexistante à cette date | 25e       | 18e                 | —     | —      | —         |

Légende :
- : pas d'épreuve
- — : Non disputée par Belov

### Championnats du monde
| Épreuve / Édition           | Sprint                           | Sprint                           | 15 km                            | 15 km                            | Poursuite 2 × 15 km | 50 km | Relais | Relais                    |
| Épreuve / Édition           | libre                            | classique                        | libre                            | classique                        | Poursuite 2 × 15 km | 50 km | Sprint | 4 × 10 km                 |
| Mondiaux 2011 Oslo          | 37e                              | Épreuve inexistante à cette date | Épreuve inexistante à cette date | 37e                              | —                   | —     | —      | —                         |
| Mondiaux 2013 Val di Fiemme | Épreuve inexistante à cette date | —                                | —                                | Épreuve inexistante à cette date | 11e                 | —     | —      | Médaille de bronze, monde |
| Mondiaux 2015 Falun         | Épreuve inexistante à cette date | —                                | 10e                              | Épreuve inexistante à cette date | 8e                  | —     | —      | 4e                        |
| Mondiaux 2019 Seefeld       | —                                | Épreuve inexistante à cette date | Épreuve inexistante à cette date | —                                | 17e                 | 50e   | —      | —                         |

Légende :
- : première place, médaille d'or
- : deuxième place, médaille d'argent
- : troisième place, médaille de bronze
- : pas d'épreuve
- — : Non disputée par Belov

### Coupe du monde
- Meilleur classement général : 6e en 2015.
- 13 podiums : 
  - 4 podiums en épreuve individuelle : 1 victoire, 3deuxièmes places et 1 troisième place.
  - 9 podiums en épreuve par équipes : 3 victoires, 5 deuxièmes places et 1 troisième place.

#### Courses par étapes
- Tour de ski :
- 2e en 2015.
- 3 podiums sur des étapes.
- Ski Tour Canada :
- 1 podium d'étape.

#### Détail des victoires
| Épreuve / Édition | Sprint | Sprint    | 15 km | 15 km     | Poursuite 2 × 15 km | 30 km | 30 km     | 50 km | Tour de ski ou Finales ou Nordic Opening ou |
| Épreuve / Édition | libre  | classique | libre | classique | Poursuite 2 × 15 km | libre | classique | 50 km | Tour de ski ou Finales ou Nordic Opening ou |
| 2018-2019         |        |           | Davos |           |                     |       |           |       |                                             |

#### Classements en Coupe du monde
| Année/Classement | Année/Classement | Général | Général | Distance | Distance | Sprint | Sprint | Tour de ski depuis 2007 | Finales depuis 2008              | Nordic Opening depuis 2011 |
| ---------------- | ---------------- | ------- | ------- | -------- | -------- | ------ | ------ | ----------------------- | -------------------------------- | -------------------------- |
| Année/Classement | Année/Classement | Class.  | Points  | Class.   | Points   | Class. | Points | Tour de ski depuis 2007 | Finales depuis 2008              | Nordic Opening depuis 2011 |
| 2011             | 2011             | 31e     | 244     | 25e      | 158      | 86e    | 10     | -                       | 17e                              | 11e                        |
| 2012             | 2012             | 32e     | 295     | 26e      | 199      | 89e    | 8      | -                       | 7e                               | 23e                        |
| 2013             | 2013             | 16e     | 425     | 12e      | 316      | 99e    | 5      | -                       | 10e                              | 10e                        |
| 2014             | 2014             | 38e     | 207     | 24e      | 141      | 55e    | 30     | Abandon                 | 24e                              | 20e                        |
| 2015             | 2015             | 6e      | 779     | 3e       | 447      | 43e    | 52     | 2e                      | Épreuve inexistante à cette date | 13e                        |
| 2016             | 2016             | 18e     | 526     | 14e      | 390      | -      | -      | 11e                     | Épreuve inexistante à cette date | 34e                        |
| 2017             | 2017             | 110e    | 23      | 70e      | 23       | -      | -      |                         | Épreuve inexistante à cette date |                            |
| 2018             | 2018             | 42e     | 144     | 35e      | 82       | -      | -      |                         | Épreuve inexistante à cette date |                            |
| 2019             | 2019             | 26e     | 303     | 14e      | 297      | 84e    | -6     | Abandon                 | -                                | -                          |
| 2020             | 2020             | 36e     | 209     | 27e      | 141      | 90e    | 2      | -                       | 12e (Ski Tour)                   | -                          |
| 2021             | 2021             | 7e      | 590     | 5e       | 321      | 33e    | 45     | 6e                      | Épreuve inexistante à cette date | 8e                         |

### Championnats du monde des moins de 23 ans
- Otepää 2011 :
  -  Médaille d'or du quinze kilomètres libre.
  -  Médaille d'argent de la poursuite.
- Erzurum 2012 :
  -  Médaille d'or du quinze kilomètres classique.
  -  Médaille d'argent du sprint libre.
  -  Médaille d'argent du skiathlon.
- Liberec 2013 :
  -  Médaille d'argent du quinze kilomètres libre.
  -  Médaille d'argent du skiathlon.
  -  Médaille de bronze du sprint classique.

### Championnats du monde junior
En une participation aux Championnats du monde junior, Evgeniy Belov a remporté deux médailles d'argent sur le 10 km en style classique et sur le relais, représentant ainsi l'un des grands espoirs du ski de fond russe.
| Épreuve / Édition          | Sprint | Sprint                           | 10 km                            | 10 km     | Poursuite 2 × 10 km | Relais |
| Épreuve / Édition          | libre  | classique                        | libre                            | classique | Poursuite 2 × 10 km | Relais |
| Mondiaux 2010 Hinterzarten | 8e     | Épreuve inexistante à cette date | Épreuve inexistante à cette date | Argent    | 6e                  | Argent |

### Championnats de Russie
- Vainqueur du quinze kilomètres libre en 2013.